# 1350-1359
De jaren 1350-1359 (van de christelijke jaartelling) zijn een decennium in de 14e eeuw.

## Belangrijke gebeurtenissen

### Honderdjarige Oorlog
- 1350 : Koning Filips VI van Frankrijk sterft, hij wordt opgevolgd door zijn zoon Jan II van Frankrijk.
- 1351 : Oprichting van de Franse ridderorde Orde van de Ster.
- 1352 : Huwelijk van Karel II van Navarra met Johanna van Valois, dochter van Jan II.
- 1354 : Karel II laat de connétable van Frankrijk Charles de La Cerda vermoorden. Jan II zet daarop Karel II gevangen.
- 1355 : Karel II krijgt steun van de Zwarte Prins, de zoon van koning Eduard III van Engeland.
- 1356 : Slag bij Poitiers. Koning Jan II wordt gevangengenomen.
- 1357 : Jan II en zijn zoon Filips de Stoute worden weggevoerd naar Engeland. Een andere zoon Karel V neemt de zaken waar.
- 1358 : Jacquerie. Nieuwe oorlogsbelastingen leiden tot een algemene opstand.
- 1359 : Beleg van Reims. Eduard III wil zich koning van Frankrijk laten kronen in de Kathedraal van Reims. De opzet mislukt.

### Lage Landen
- 1350 : Hoekse en Kabeljauwse twisten. Start met een machtsstrijd tussen Margaretha van Beieren en haar zoon Willem V van Holland.
- 1354 : Margaretha doet definitief afstand van haar macht in Holland en Zeeland.
- 1355 : Brabantse Successieoorlog. Hertog Jan III van Brabant overlijdt zonder een zoon na te laten. Johanna van Brabant wordt hertogin. Deze erfregeling wordt door haar schoonbroers betwist, met name Reinoud III van Gelre en de Vlaamse graaf Lodewijk van Male.
- 1356 : Margaretha van Beieren sterft, Willem V wordt nu ook graaf van het Graafschap Henegouwen.
- 1357 : De Vrede van Aat betekent het einde aan de Brabantse Successieoorlog. De heerlijkheid Mechelen en het markgraafschap Antwerpen komen (voor even) aan het graafschap Vlaanderen.
- 1358 : Willem V wordt ontoerekeningsvatbaar verklaart. Zijn broer Albrecht van Beieren vervangt Willem als graaf van Holland en graaf van Henegouwen.
- 1359 : Beleg van Delft. Albrecht straft de opstandelingen.

### Iberisch schiereiland
- 1350 : Koning Alfons XI van Castilië overlijdt aan de pest, zijn zoon Peter I van Castilië volgt hem op.
- 1351 : Castiliaanse Burgeroorlog. De moeder van Peter, Maria van Portugal, laat haar rivale Leonor Núñez de Guzmán vermoorden. Haar zoon Hendrik, stichter van het Huis Trastámara zint op wraak.
- 1356 : Oorlog van de twee Peters. Peter IV van Aragón mengt zich in de burgeroorlog.

### Heilig Roomse Rijk
- 1355 : Karel van Luxemburg wordt gekroond tot keizer Karel IV van het Heilige Roomse Rijk.
- 1356 : Gouden Bul, een soort grondwet. De Gouden Bul geeft aan de zeven keurvorsten het recht de koning te kiezen

### Byzantijnse Rijk
- 1353 : Johannes VI Kantakouzenos stelt zijn zoon Mattheüs Asanes Kantakouzenos aan als medekeizer, dit is het begin van een nieuwe burgeroorlog.
- 1354 : Val van Gallipoli. De Ottomanen veroveren de stad.
- 1354 : Met steun van de Republiek Genua kan Johannes V Palaiologos de troon heroveren, Johannes VI Kantakouzenos treedt af.
- 1356 : Het schiereiland Thracische Chersonesos wordt door de Ottomanen verovert, het wordt een belangrijke uitvalsbasis.
- 1357 : Mattheüs Kantakouzenos wordt door de Serven gevangengenomen.

## Economie
- 1356 : De eerste Hanzedag vindt plaats in Lübeck.

## Kunst en cultuur

### Architectuur
- 1359 : De toren van Giotto is voltooid.

<< · 1350 · 1351 · 1352 · 1353 · 1354 · 1355 · 1356 · 1357 · 1358 · 1359 · >>
<< · 1300-1309 · 1310-1319 · 1320-1329 · 1330-1339 · 1340-1349 · 1350-1359 · 1360-1369 · 1370-1379 · 1380-1389 · 1390-1399 · >>